# Kisugolyka
Kisugolyka (ukránul: Мала Уголька) falu Ukrajnában, Kárpátalján, a Técsői járásban.

## Fekvése
Técsőtől északra fekvő település.

## Nevének eredete
Az Ugolyka helységnév ruszin víznévi eredetű. A falu annak a pataknak a nevét vette fel, amely mellett létrejött (1864-1865: Mala Ugolka). A pataknév valószínűleg a közeli Uglya település nevéből származik. A Kis- előtag a szomszédos Nagyugolyka nevétől különbözteti meg.

## Története
Nevét 1864-ben Mala Ugolka, 1892-ben Kis-Ugolyka (Malá-Ugolyka) (hnt.), 1898-ban Kis-Ugolyka, 1907-ben, 1918-ban Kisugolyka, 1944-ben Kisugolykavölgy, Мала Уголька (hnt.), 1983-ban Мала Уголька, Малая Уголька (Zo) néven írták.
Pesty Frigyes 1864-ben írta a településről:
Málá Ugolyka, ez kisebb völgy és folyó is, ez is ugyantsak a község havasa
alól ered nap nyugoti más völgy ez is községünkbe le foly hon a két Ugolyka vize össze tsatlakozik, és onnét a Talabor folyóba le foly a határ szélén.
A település Uglya külterületi lakott helye volt, közigazgatásilag ma is hozzá tartozik.